# Ludwig Obersteiner (Maler)

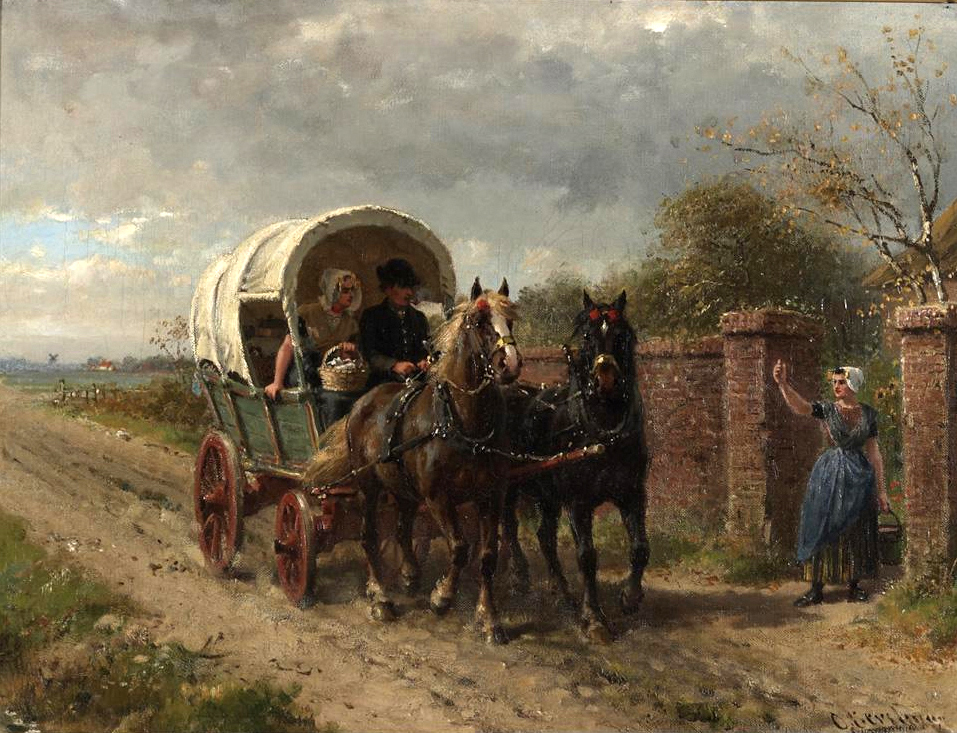
Aufbruch zum Markt

Ludwig Obersteiner (* 1857 in Graz; † 8. Mai 1896 in Klagenfurt am Wörthersee) war ein österreichischer Genremaler.
Ludwig Obersteiner war Sohn eines Fotografen. Er studierte Malerei seit dem 27. Mai 1881 an der technischen Malklasse der Königlichen Akademie der Bildenden Künste in München bei Otto Seitz.
Nach dem Studium war er in München tätig. Er starb 39-jährig in der Landes-Irrenanstalt Klagenfurt.